# Dernówka
Dernówka (ukr. Дернівка, Derniwka) – wieś na Ukrainie, w obwodzie lwowskim, w rejonie lwowskim (wcześniej w rejonie żółkiewskim). W 2001 roku liczyła 66 mieszkańców.